# あいのて
『あいのて』は、2006年4月15日から2007年3月31日までNHK教育テレビジョンで放送された幼児向け音楽番組である。

## 概要
身近な物(ボウル、自らの身体、ものさしなど)を使って音楽を奏でるというテーマの番組で、基本的に放送回一回あたり一つのテーマで放送される。ただし、放送回「なつのおとパレード」「ふゆのおとパレード」「はるのおとパレード」「ベスト‼︎」に関しては、総集編という扱いで、過去に扱われたテーマをいくつか挙げて放送された。
なお、当番組の終了を以て「幼稚園・保育所の時間」の音楽系番組自体も打ち切りとなった（「幼稚園・保育所の時間」が2007年度より週5日に縮小となるため）。「幼稚園・保育所の時間」の番組としては『やっぱりヤンチャー』や『マホマホだいぼうけん』等と同様に1年間だけの放送であった。 
「あいのてさん」役で出演した3人は本番組終了後も同役名義でコンサートやワークショップ等を各地で展開している。

## 放送時間
- 本放送：土曜日 9:00 - 9:15
- 再放送：水曜日 9:15 - 9:30

## 出演者
- ルリア（仲村瑠璃亜）
- エイ（森迫永依）
- あいのてさん（野村誠・尾引浩志・片岡祐介）
  - 音が大好きな、赤(野村)・青(尾引)・黄色(片岡)の男性3人組。番組内では一切喋らず、音で感情を表す。
  - 演じる3人共に音楽家であり、野村は本番組の劇伴と音響監修も担当している。
- 白井剛（ワニバレエ）

## コーナー
スタジオコーナー
ルリアとエイが部屋で遊んでいると、3人組（あいのてさん）がやってきて音で遊びだす。身近な音が音楽に発展していく様子を描く。
最終回ではルリアとエイが部屋から引っ越すことに伴い、あいのてさん達も姿を消す形で幕を閉じる。
ワニバレエ
ナンセンスな歌詞とインパクトのある踊りが特徴のダンス。黒背景、草原、そして寺の前で踊るという3つのバージョンがある。なお、初期には歌詞のテロップがつけられていた。

## 放送リスト
| 回 | タイトル                   | 初回放送日     |
| -- | -------------------------- | -------------- |
| 1  | ボールでポワワーン         | 2006年04月15日 |
| 2  | テーブルでダッドッダッ!    | 2006年04月29日 |
| 3  | ピンポンだまでポロロン     | 2006年05月13日 |
| 4  | からだでバンッ!            | 2006年05月27日 |
| 5  | ペットボトルでボンッ       | 2006年06月17日 |
| 6  | いしでカカココ             | 2006年07月01日 |
| 7  | なつのおとパレード         | 2006年07月15日 |
| 8  | ものさしでビョーン         | 2006年08月26日 |
| 9  | ストローでブクブク         | 2006年09月09日 |
| 10 | たわしでシャワシャワ       | 2006年09月23日 |
| 11 | つつでポンッ!              | 2006年10月07日 |
| 12 | 風船でブバビービー         | 2006年10月21日 |
| 13 | 紙コップでカポカポン       | 2006年11月11日 |
| 14 | えんぴつでシュッシュシュー | 2006年11月18日 |
| 15 | ふゆのおとパレード         | 2006年12月02日 |
| 16 | ねんどでペッタン           | 2007年01月13日 |
| 17 | おまめでザザーン           | 2007年01月20日 |
| 18 | レジ袋でシャバシャバ       | 2007年02月03日 |
| 19 | はるのおとパレード         | 2007年02月17日 |
| 20 | ベスト!!                   | 2007年03月03日 |

## スタッフ
- 構成 - 長江優子
- 音楽・音響監修 - 野村誠
- セットデザイン - 荒井良二
- アニメーション - 愛があれば大丈夫